# Argátov
Argátov (del ruso: Аргатов), anteriormente llamado Oktiabrski (del ruso: Октябрьский) hasta 2019, es un jútor del raión de Ust-Labinsk del krai de Krasnodar de Rusia. Está situado en la cabecera del arroyo Kirpili o Nóvaya, afluente del río Kirpili, 13 km al nordeste de Ust-Labinsk y 60 km al nordeste de Krasnodar, la capital del krai. Tenía 412 habitantes en 2010.
Pertenece al municipio Ust-Labínskoye.